# Gerd Heinz
Gerd Heinz (* 21. September 1940 in Aachen) ist ein deutscher Schauspieler und Regisseur.

## Ausbildung
Der gebürtige Aachener besuchte das Kaiser-Karls-Gymnasium und gründete dort die Theatertruppe Die Stufe. Anschließend studierte er an der Universität zu Köln Germanistik, Philosophie und Kunstgeschichte.  Parallel zum Studium begann er an der Kölner Schauspielschule der Keller am Theater der Keller eine Ausbildung zum Schauspieler und Regisseur.

## Werdegang
Nach mehreren Engagements wurde er 1970 am Staatstheater Darmstadt Schauspieldirektor und stellvertretender Intendant. 1973 wechselte er unter der Intendanz von Boy Gobert an das Hamburger Thalia Theater. Nach verschiedenen weiteren Regiearbeiten wurde er 1982 als Intendant an das Schauspielhaus Zürich berufen, wo er sieben Jahre lang wirkte. 1997 erfolgte die Berufung zum Professor an die Freiburger Hochschule für Musik, nachdem er in den Vorjahren häufig als Opernregisseur gearbeitet hatte. Nachdem er 2008 diese Position aufgegeben hatte, arbeitete er in den Folgejahren wieder als freier Regisseur. Als solcher übernimmt Heinz im Jahr 2016 für die Salzburger Festspiele die Inszenierung des Dramas Der Ignorant und der Wahnsinnige mit Sven-Eric Bechtolf in der Hauptrolle sowie für das Stadttheater Minden im Rahmen des Mindener Rings die Oper Die Walküre.
Zwischenzeitlich arbeitet er regelmäßig als Schauspieler für Film und Fernsehen.
2008 wurde ihm der E.T.A.-Hoffmann-Kreisler-Preis verliehen.